# Lichenotinea pustulatella
Lichenotinea pustulatella är en fjärilsart som beskrevs av Philipp Christoph Zeller 1852. Lichenotinea pustulatella ingår i släktet Lichenotinea och familjen äkta malar. Inga underarter finns listade i Catalogue of Life.